# Eura
Eura este o comună din Finlanda.